# Koulla Kakoulli
Koulla Kakoulli (Londres, septiembre de 1961 - Brighton, 3 de agosto de 2018) fue una culturista, músico instrumentalista y dominatrix británica de origen grecochipriota.

## Carrera
Como músico, cantaba, tocaba el teclado y la guitarra. Fue músico de acompañamiento de The Only Ones, y lideró su propia banda Lonesome No More. Su hermana Zena Kakoulli estuvo casada con Peter Perrett, que dirigió ambas bandas. Su hermano Harry Kakoulli se convirtió más tarde en el bajista de la banda Squeeze.
Como culturista, compitió en la división IBFA Ms. Universe Over 50, obteniendo el tercer puesto en el campeonato de 2018, y el cuarto en el de 2017.
Como dominatrix, utilizaba el nombre de Mistress Dometria, y dirigía el Brighton Dungeon, un local de BDSM. Su trabajo fue objeto de The Boss Lady, un documental de Stephanie De Palma.
En su vida privada, fue madre de cinco hijos y tuvo cuatro nietos. En el momento de su muerte, estaba de luto por la muerte del padre de tres de sus hijos.
Fue encontrada muerta en Brighton el 3 de agosto de 2018, a los 56 años de edad. Aunque se encontraron rastros de múltiples drogas en su organismo, una investigación llegó a un veredicto abierto. En la investigación sobre su muerte, el forense la describió así: "De las muchas personas que he conocido, Koulla era una de las más sorprendentes. Llevaba su vida como quería. Extraordinariamente bien organizada y con un gran número de personas que la querían".